# Деди IV от Ветин
Дедо IV фон Ландсберг или Деди IV (на немски: Dedo IV, Dedi IV; Dedo IV, Graf von Landsberg; * 1086; † 16 декември 1124) от род Ветини, е граф на Ветин и Гройч, граф на Ландсберг на река Лех в Горна Бавария.

## Живот
Той е най-големият син на Тимо от Ветин († 9 март 1091 или 1118), граф на Брена, и на Ида от Графство Нортхайм (1050/1060 – сл. 1100), дъщеря на баварския херцог Ото Нортхаймски и Рихенза Швабска († 1083). Внук е на граф Дитрих I/Дедон II фон Лаузниц, Айленбург, Брехна († 1034) и Матилда фон Майсен († ок. 1030), дъщеря на маркраф Екехард I от Майсен († 1002) и Суанхилда Саксонска († 1014). Брат е на Конрад Велики (1098, † 5 февруари 1157). Сестра му Матилда фон Ветин († 1151) се омъжва ок. 1115 г. за граф Геро фон Зеебург († 1122) и сл. 19 септември 1122 г. за граф Лудвиг II фон Випра, фогт на Готесгнаден († 1151).
Дедо IV се жени през 1120 г. за Берта фон Гройч-Морунген († 16 юни 1144), дъщеря на Випрехт Стари от Гройч († 1124), бургграф на Магдебург, маркграф на Маркграфство Майсен и на Долна Лужица, и първата му съпруга Юдит Ческа († 1108), дъщерята на херцог Вратислав II и Сватава. Берта е наследничка на замък Гройч. Бракът не е щастлив и той я изгонва. За прощаване на греховете му той се задължава да направи поклонение до Йерусалим и да основе манастир. По-късно по съвет на епископите той отново прибира съпругата си.
Дедо IV основава през 1124 г. манастир Петерсберг при Хале и става негов фогт. Завършването на сградата той предоставя на по-малкия си брат Конрад, за да направи поклонение до Светата земя; на връщане от Палестина той се разболява и умира. Заради липсата на мъжки наследник собствеността на фамилията отива на Конрад, братът на Дедо.

## Деца
Дедо и Берта имат една дъщеря:
- Матилда фон Ландсберг († 9 януари 1152), омъжена 1143 г. за граф Рапото фон Абенберг (1122 – 1172).

Дедо и Берта са прародители на кралската фамилия на Саксония.